# Roy Hamilton (cestista)
Roy Lee Hamilton (Los Angeles, 20 luglio 1957) è un ex cestista statunitense, professionista nella NBA.

## Carriera
Venne selezionato dai Detroit Pistons al primo giro del Draft NBA 1979 (10ª scelta assoluta).

## Palmarès
- NCAA AP All-America Third Team (1979)